# Gaston Fourrier
Pour les articles homonymes, voir Fourrier.
Gaston Fourrier, né le 25 septembre 1903 à Boulogne-sur-Mer (Pas-de-Calais) et mort le 7 novembre 1976 à Neuilly-sur-Seine (Hauts-de-Seine), est un homme politique franco-nigérien.

## Biographie
Il est élu au Conseil de la République face à Raoul Streiff.
Il est désigné pour siéger au Sénat de la Communauté,,.